# 顧金池
顾金池（1932年2月—2009年3月17日），男，汉族，河北雄县人。中华人民共和国政治人物，高中文化。曾任四川省人民政府副省长，中共甘肃省委、中共辽宁省委书记，中共第十三屆、十四届中央委员。

## 生平
1947年为北京机器厂工人。1949年2月参加革命工作，10月加入中国共产党。
1952年任北京第一机床厂团总支部副书记、厂团总支部书记、厂团委书记、厂党总支部委员、厂党委委员、车间党总支部书记。1961年任北京第一机床厂党委副书记兼组织部部长、政治部主任。1965年参加四川自贡长征机床厂筹建工作，任厂党委书记。
1966年“文化大革命”中受冲击，下放劳动。1968年任自贡长征机床厂革委会主任、党委书记。1976年任四川省自贡市机械局临时党委书记。1978年任自贡市委常委、市革委会副主任、自贡市委书记、副市长。1982年任四川省人民政府副省长。1985年任中共四川省委常委、副省长。1987年任四川省委副书记。1990年10月任中共甘肃省委书记。1993年9月至1997年8月任中共辽宁省委书记。
1998年3月，第九届全国人大第一次会议上，他当选为全国人民代表大会常务委员会委员、全国人大内务司法委员会副主任委员。
2009年3月17日在北京逝世，享年77歲。